# Юрок (индейская резервация)
Юрок (англ. Yurok Indian Reservation) — индейская резервация, расположенная на Юго-Западе США в северо-западной части штата Калифорния.

## История
В 1775 году на землях племени впервые появились европейцев, это были испанцы. В 1827 году на территорию юрок стали проникать торговцы пушниной и охотники из Компании Гудзонова залива. Начиная с середины XIX века, после окончании американо-мексиканской войны, на  их землях начали селиться американцы.
В 1855 году правительство США исполнительным распоряжением создало индейскую резервацию Юрок. Резервация была значительно меньше, чем исконная территория племени. Это представляло серьёзные трудности для семей юрок, которые традиционно жили в деревнях вдоль реки Кламат и северного побережья Тихого океана. Конгресс США так и не ратифицировал свой договор с племенем юрок. После принятия конгрессом Акта Дауэса, федеральное правительство Соединённых Штатов решило разделить земли резервации на индивидуальные участки, а остальную территорию продать белым поселенцам. В 1934 году был принят Закон о реорганизации индейцев, который восстановил за индейцами право на управление их собственностью.

## География
Резервация расположена на северо-западе Калифорнии, в северо-западной части округа Гумбольдт и на юго-западе округа Дел-Норт, вдоль реки Кламат (на языке юрок Hehlkeek 'We-Roy).
Общая площадь резервации составляет 226,45 км², из них 217,78 км² приходится на сушу и 8,67 км² — на воду. Административным центром резервации является статистически обособленная местность Кламат.

## Демография
По данным федеральной переписи населения 2000 года, в резервации проживало 1 103 человека, в основном в общине Кламат. По данным федеральной переписи населения 2010 года население Юрок составляло 1 238 человек.
В 2019 году в резервации проживало 836 человек. Расовый состав населения: белые — 353 чел., афроамериканцы — 0 чел., коренные американцы (индейцы США) — 439 чел., азиаты — 0 чел., океанийцы — 0 чел., представители других рас — 2 чел., представители двух или более рас — 42 человека. Плотность населения составляла 3,69 чел./км².